# 2gether: The Series
2gether: The Series (en tailandés: เพราะเราคู่กัน: ; RTGS: Phro rao khu kan, lit.. Porque pertenecemos juntos) es una serie de televisión tailandesa de 2020 protagonizada por Metawin Opas-iamkajorn (Win) y Vachirawit Chivaaree (Bright). Es una adaptación de la novela homónima tailandesa de 2019 escrita por JittiRain que sigue la historia de amor de dos chicos universitarios quiénes empiezan teniendo una falsa relación amorosa que más tarde empieza a desarrollarse como real.
Dirigida por Weerachit Thongjila y producida por GMMTV y Housestories 8 la serie es una de las doce series televisivas programadas para su emisión durante 2020 por GMMTV tal como anunciara en la presentación «New & Next» del 15 de octubre de 2019. Su estreno tuvo lugar en la cadena de televisión GMM 25, en la plataforma de streaming LINE TV y en YouTube el 21 de febrero de 2020, emitiéndose los viernes a las 21:30 ICT (anteriormente, a las 22:00 ICT en los primeros siete episodios) y 23:00 ICT, respectivamente.
El éxito de la serie, especialmente en su emisión por YouTube en la que algunos episodios superaron los 15 millones de reproducciones, propició el lanzamiento de un spin-off titulado Still 2gether de cinco episodios.

## Sinopsis
Tine (Metawin Opas-iamkajorn) tiene un admirador en su universidad llamado Green (Korawit Boonsri). Para conseguir que Green lo deje en paz, sus amigos le convencen para hacer que Sarawat (Vachirawit Chiva-aree), un guitarrista popular, atractivo y jugador de fútbol, se haga pasar por su novio. 
Después de su primer intento de acercamiento fallido Tine se une al club de música de la universidad donde Sarawat es un miembro destacado. Finalmente, una vez que ambos jóvenes empiezan a tener un trato más cercano, Sarawat accede a ayudar a Tine. Pero llegará un punto en el que se preguntará cuando tendrá que terminar esta relación de mentira. La ambigüedad de su relación genera más tarde un enredo  entre Tine y Sarawat.
Después de un tiempo, Tine se entera de que Sarawat se había enamorado de él hace mucho tiempo. Sarawat y Tine empezaron una relación real, se fueron a vivir juntos pero llegó el hermano de Tine llamado Type, Tine no quería que su hermano se entere de su relación con Sarawat a su que escondió si relación, después de un tiempo Type le dijo a Tine que ya sabía de su relación y que aceptaba que estén juntos. Paso 1 año de relación de los chicos y siguieron siendo una pareja feliz con amor y respeto.

## Reparto

### Principales
- Vachirawit Chiva-aree (Bright) - Sarawat Guntithanon
- Metawin Opas-iamkajorn (Win) - Tine Teepakorn

### Secundarios

#### Music Club
- Korawit Boonsri (Gun) - Green
- Sivakorn Lertchuchot (Guy) - Dim
- Pattranite Limpatiyakorn (Love) - Pear
- Pornnappan Pornpenpipat (Nene) - Air

#### Amigos de Tine
- Thanawat Rattanakitpaisan (Khaotung) - Fong
- Pluem Pongpisal - Phuak
- Chayakorn Jutamat (JJ) - Ohm

#### Amigos de Sarawat
- Chanagun Arpornsutinan (Gunsmile) - Boss
- Chinrat Siripongchawalit (Mike) - Man

### Otros
- Phakjira Kanrattanasoot (Nanan) - Fang
- Jirakit Kuariyakul (Toptap) - Type Teepakorn
- Thanatsaran Samthonglai (Frank) - Phukong Guntithanon
- Sattabut Laedeke (Drake) - Mil
- Benyapa Jeenprasom (View) - Noomnim
- Rachanun Mahawan (Film) - Earn
- Chalongrat Novsamrong (First) - Chat

### Personajes Invitados
- Chiwpreecha Thitichaya (Olive) - Ging (Ep. 1)
- Sarocha Burintr (Gigie) - Pam
- Phatchatorn Tanawat (Ployphat)
- Wanwimol Jensawamethee (June)

## Banda sonora
Su banda sonora original คั่นกู (Khan Ku) logró ser el número 1 en las semanas 15 y 17 de Joox Tailandia  Top 100.
| Título de canción  | Título romanizado                   | Título en inglés                  | Artista(s)                     | Ref.   |
| ------------------ | ----------------------------------- | --------------------------------- | ------------------------------ | ------ |
| ติดกับ               | Tit Kap                             | Stuck on You (Trapped)            | Natthawut Jenmana (Max)        | [ 12 ] |
| คั่นกู                | Khan Ku                             | Separate me                       | Vachirawit Chiva-aree (Bright) | [ 13 ] |
| ตกลงฉันคิดไปเองใช่ไหม | Tok Long Chan Khit Pai Eng Chai Mai | It's All In My Head All This Time | Vachirawit Chiva-aree (Bright) | [ 14 ] |

### Scrubb
Además de la banda sonora original las canciones del grupo tailandés Scrubb (สครับบ์) también aparecen recurrentemente en la serie ya que el personaje Tine es fan de dicha banda. En una entrevista, JittiRain, el autor de la novela que inspiró a la serie, mencionó que el ser un fan de la banda de música le llevó a crear la serie. La banda también hace un cameo en el sexto y último episodio.
| Título de Canción       | Título Romanizado            | Título en inglés                            | Artista | Álbum       | Año  | Episodio | Ref.   |
| ----------------------- | ---------------------------- | ------------------------------------------- | ------- | ----------- | ---- | -------- | ------ |
| คู่กัน                     | Khu Kan                      | Together                                    | Scrubb  | Club        | 2005 | 1        | [ 20 ] |
| คำตอบ                   | Kham Top                     | Answer                                      | Scrubb  | Kid         | 2010 | 2        | [ 22 ] |
| ใกล้                     | Klai                         | Close                                       | Scrubb  | Club        | 2005 | 3        | [ 24 ] |
| ทุกอย่าง                  | Thuk Yang                    | Everything                                  | Scrubb  | Sound About | 2000 | 4 6      | [ 27 ] |
| เข้ากันดี                  | Khaokandi                    | Click                                       | Scrubb  | Mood        | 2007 | 5        | [ 29 ] |
| คนนี้                     | Khon Ni                      | This Person                                 | Scrubb  | Kid         | 2010 | 5        | [ 31 ] |
| ลึกลึก                    | Luekluek                     | Deep                                        | Scrubb  | Clean       | 2013 | 6        | [ 33 ] |
| ให้เธอ                   | Haithoe                      | To You                                      | Scrubb  | Lite        | 2008 | 8        | [ 35 ] |
| รักนิรันดร์                 | Rakniranda                   | Eternal Love                                | Scrubb  | Clean       | 2013 | 9        | [ 37 ] |
| ขอ                      | Kho                          | Wish                                        | Scrubb  | Sound About | 2000 | 9        | [ 39 ] |
| รอยยิ้ม                   | Roi Yim                      | Smile                                       | Scrubb  | Clean       | 2013 | 11       | [ 41 ] |
| เธอหมุนรอบฉัน ฉันหมุนรอบเธอ | Thomunropchan Chanmunropthoe | You Revolve Around Me, I Revolve Around You | Scrubb  | Lite        | 2008 | 11       | [ 43 ] |
| ฝน                      | Fon                          | Rain                                        | Scrubb  | Season      | 2018 | 12       | [ 45 ] |
| หนี                      | Ni                           | Escape                                      | Scrubb  | Kid         | 2010 | 12       | [ 48 ] |
| ลืม                      | Luem                         | Forget                                      | Scrubb  | Club        | 2005 | 13       | [ 50 ] |
| เก็บมันเอาไว้              | Kepmanaowai                  | Keep It                                     | Scrubb  | SSS..S..S   | 2003 | 13       | [ 52 ] |
| เพลงนั้นยังอยู่              | Phlengnanyangayu             | That song is still here                     | Scrubb  | Clean       | 2013 | 13       | [ 54 ] |
| เก็บไว้กับเธอ              | Kepwaikapthoe                | Keep It With You                            | Scrubb  | Mood        | 2007 | 13       | [ 56 ] |

## Recepción

### Audiencias en la Televisión Tailandesa
- En la tabla abajo el color azul representa la menor cuota y el color rojo representa la mayor cuota de audiencia.

| Episodio | Horario (UTC+07:00) | Fecha de emisión      | Media cuota de audiencia | Ref.   |
| -------- | ------------------- | --------------------- | ------------------------ | ------ |
| 1        | Viernes 10:00 p. m. | 21 de febrero de 2020 | 0.116%                   | [ 57 ] |
| 2        | Viernes 10:00 p. m. | 28 de febrero de 2020 | 0.185%                   | [ 58 ] |
| 3        | Viernes 10:00 p. m. | 6 de marzo de 2020    | 0,277%                   | [ 59 ] |
| 4        | Viernes 10:00 p. m. | 13 de marzo de 2020   | 0,297%                   | [ 60 ] |
| 5        | Viernes 10:00 p. m. | 20 de marzo de 2020   | 0,377%                   | [ 61 ] |
| 6        | Viernes 10:00 p. m. | 27 de marzo de 2020   | 0,571%                   | [ 62 ] |
| 7        | Viernes 10:00 p. m. | 3 de abril de 2020    | 0.587%                   | [ 63 ] |
| 8        | Viernes 09:30 p. m. | 10 de abril de 2020   | 0.603%                   | [ 64 ] |
| 9        | Viernes 09:30 p. m. | 17 de abril de 2020   | 0.802                    | [ 65 ] |
| 10       | Viernes 09:30 p. m. | 24 de abril de 2020   | 0.718%                   | [ 66 ] |
| 11       | Viernes 09:30 p. m. | 1 de mayo de 2020     | 0.598%                   | [ 67 ] |
| 12       | Viernes 09:30 p. m. | 8 de mayo de 2020     | 0.625%                   | [ 68 ] |
| 13       | Viernes 09:30 p. m. | 15 de mayo de 2020    | 0.825%                   | [ 69 ] |
| Media    | Media               | Media                 | 0.506%                   | [ 70 ] |

^ 1 Basado en la cuota de audiencia media por episodio.

### Calificaciones en línea
El 1 de abril de 2020, superó los 50 millones de visitas en LINE TV , donde obtuvo el mayor número de visitas durante el mes de marzo,  y 100 millones de visitas el 19 de abril de 2020. También lideró en la lista Top 10 de las series de televisión más vistas en dicha plataforma durante el primer semestre de 2020. 

## Transmisión internacional
- Japón : la serie fue adquirida por Content Seven y se estrenó en Rakuten TV el 31 de julio de 2020 a las 12:00 JST . Los episodios siguientes se lanzarán todos los viernes a partir de entonces.  También se estrenará en Wowow Prime a partir del 22 de octubre de 2020.

- Filipinas : la serie fue adquirida por Dreamscape Entertainment para estrenarse en el nuevo canal Kapamilya y en iWant (ahora iWantTFC), ambos propiedad y operados por ABS-CBN Corporation. Es la primera serie de amor para niños tailandeses que adquiere dicha cadena de televisión.  Doblado en filipino , se estrenó en iWant el 28 de junio de 2020  y en el canal Kapamilya el 27 de julio de 2020, transmitiéndose entre semana a las 22:30 PST , después de su programa de noticias nocturno, The World Tonight .

- Taiwán : la serie se estrenó en LINE TV de Taiwán el 18 de junio de 2020 con subtítulos en mandarín .

- Netflix : la serie se puso a disposición para su transmisión el 30 de julio de 2020.

## Premios y nominaciones
| Año  | Premio          | Categoría                               | Destinatario (s) y nominado (s) | Resultado |
| ---- | --------------- | --------------------------------------- | ------------------------------- | --------- |
| 2020 | Premios Maya    | Serie de TV favorita del año            | 2gether: The Series             | Ganadora  |
| 2021 | Premios Line TV | Serie del Año                           | 2gether: The Series             | Ganadora  |
| 2021 | Premios Line TV | Más seguidores del año                  | 2gether: The Series             | Ganadora  |
| 2021 | Premios Line TV | El contenido con más me encanta del año | 2gether: The Series             | Ganadora  |